# Godmersham Park
Godmersham Park est une maison classée Grade I à Godmersham dans le comté anglais du Kent. La maison est en bordure des North Downs entre Ashford et Canterbury. Elle est associée à l'écrivaine Jane Austen et est représentée sur le nouveau billet de 10 £ de la Banque d'Angleterre émis en 2017. Elle abrite aujourd'hui l'Association of British Dispensing Opticians.

## Description
Godmersham Park est une maison à deux étages de style palladien . Construite en briques rouges, le corps de logis est de sept travées, les trois centrales étant en retrait. La façade nord est de l'époque de Thomas May, tandis que la façade sud est construite par Walter Sarel pour les Tritton dans les années 1930, dans un style complémentaire. Lors de cette reconstruction, Sarel tourne également les briques de la façade nord, qui avaient été peintes au XIXe siècle, pour lui redonner l'aspect d'origine du XVIIIe siècle . Les deux ailes sont postérieures à la façade de May, étant de la fin du XVIIIe siècle. Le toit est en ardoise avec un parapet, et la maison est à deux étages, avec caves et greniers . L'intérieur contient deux pièces qui conservent les schémas décoratifs originaux de l'époque de May, le salon et le hall. Le reste date du remodelage de Sarel. Les deux salles de May sont décorées de plâtres ornés, la maison ayant également une cheminée de John Michael Rysbrack .

## Histoire
Godmersham Park est construite en 1732 pour Thomas May, en remplacement d'une ancienne maison élisabéthaine, Ford House, propriété de la famille Brodnax. En 1742, date à laquelle May change son nom en Knight, il entoure le domaine d'un parc, alors connu sous le nom de Ford Park . Les ailes sont ajoutées en 1780 . Knight meurt en 1781 et le domaine passe à son fils Thomas. Après sa mort en 1794, Edward Austen, frère de Jane Austen, hérite de la maison . Il est un cousin des Knight et a été adopté par eux au début des années 1780 . Après la mort de sa mère adoptive Catherine en 1812, Austen change son nom en Knight ,.
Jane Austen y vient régulièrement entre 1798 et 1813 . On dit que Mansfield Park est basé sur Godmersham Park. En 1852, la propriété passe au fils de Knight. Il remodèle la façade sud selon les plans de William Burn  qui sont balayés dans les années 1930 par Robert Tritton. Godmersham Park est ensuite vendu à John Cunliffe Lister Kay, décédé en 1917 . Pendant la Première Guerre mondiale, un dirigeable est stationné à Godmersham Park, qui sert de sous-station du RNAS Capel .
Godmersham Park passe à John Cunliffe Lister, 3e baron Masham, qui le vend en 1921 à William Legge (6e comte de Dartmouth) . En 1935, Godmersham Park est vendu à M. et Mme Robert Tritton, qui restaurent la maison . Walter Sarel remodèle le bâtiment, une grande partie de l'intérieur étant remplacé par d'authentiques éléments du XVIIIe siècle récupérés dans des bâtiments à travers l'Angleterre . Norah Lindsay donne des conseils sur la restauration des jardins clos . La maison devient un bâtiment classé Grade I en 1952  et les jardins sont classés séparément en Grade II * en 1986, avec d'autres éléments de jardin répertoriés en Grade II .
Robert Tritton est décédé en 1957 et à la mort d'Elsie Tritton en 1983, Godmersham Park est vendu à John Bernard Sunley. La société de gestion immobilière Sunley Farms Limited, détenue à 100% par Sunciera Holdings Corporation au Panama, est propriétaire de Godmersham Park .
En 2001, Godmersham Park devient le siège de l'Association of British Dispensing Opticians, en cette qualité, il est utilisé comme école de formation .

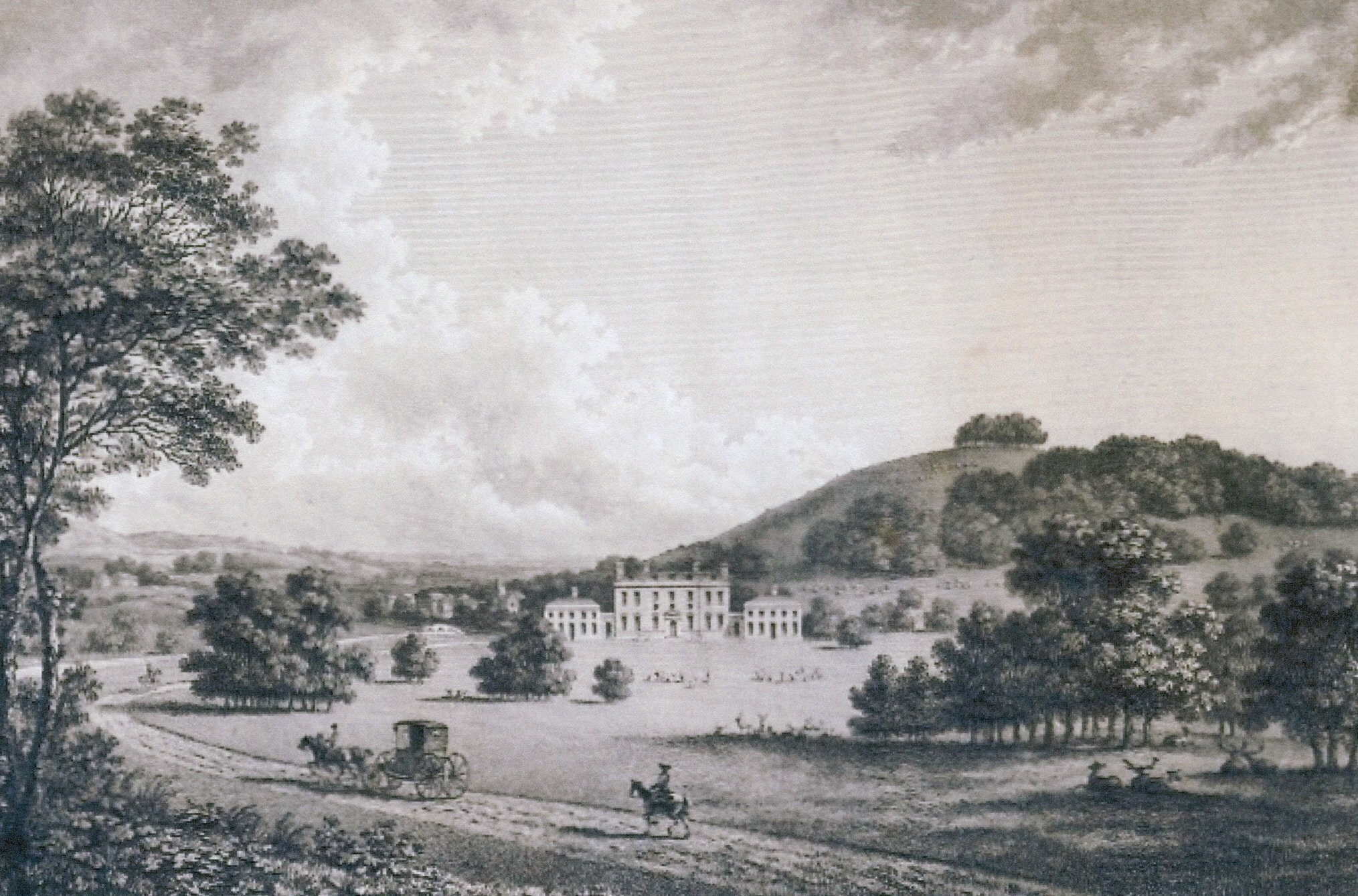
1779, à l'époque d'Edward Austen
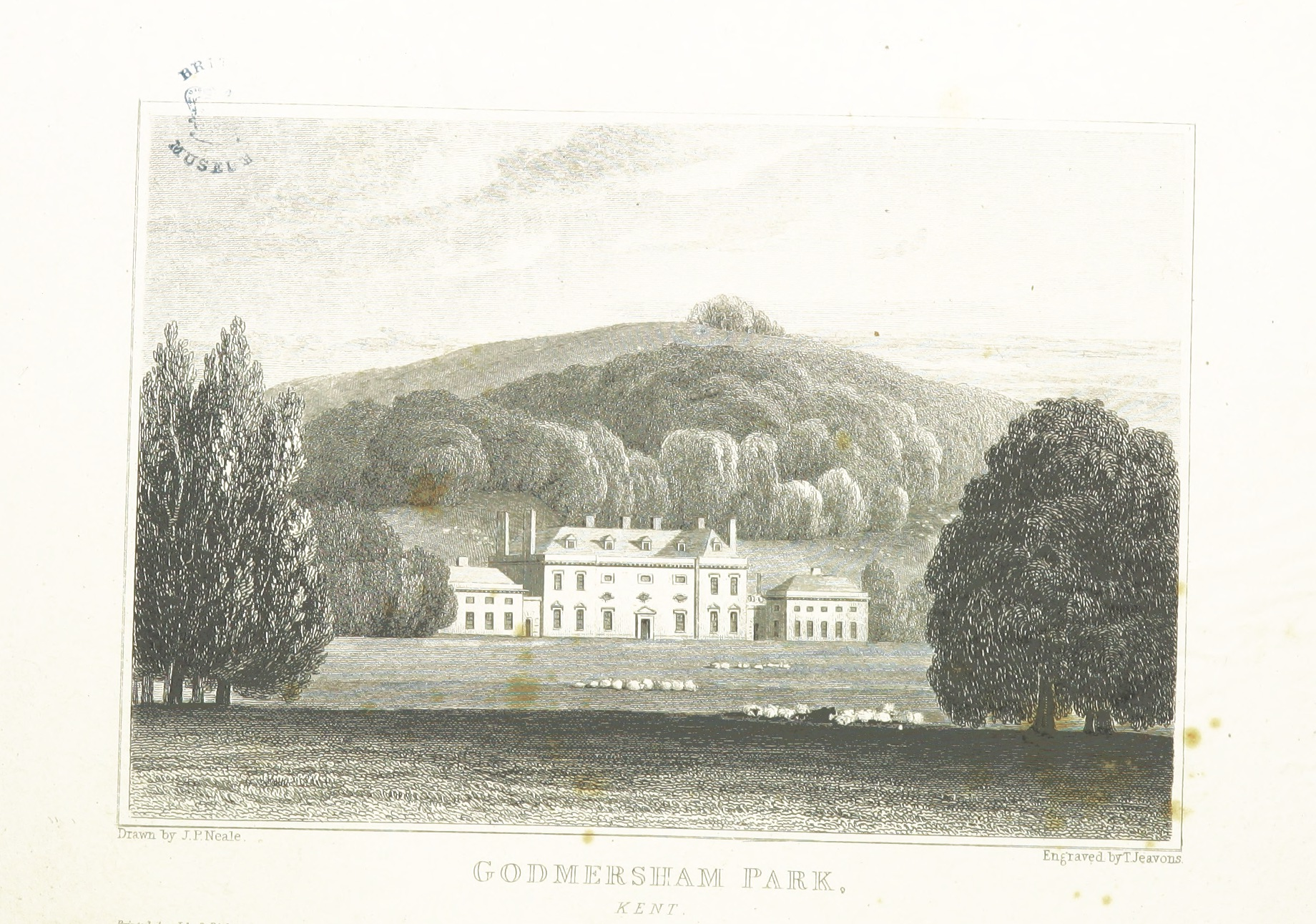
En 1826
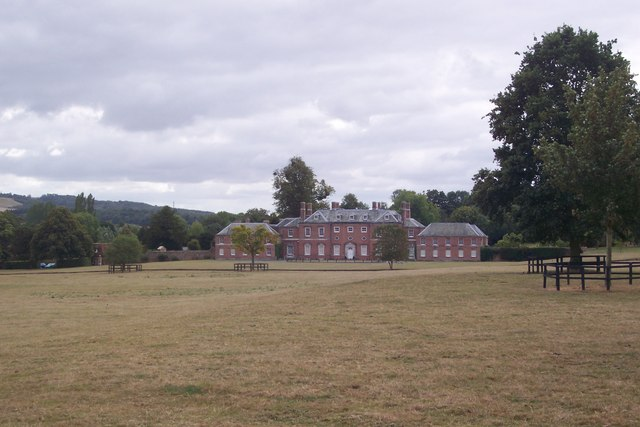
En 2009